# アトパーセク
アトパーセク（attoparsec、記号: apc）は、冗談で使用される単位である。長さの単位のパーセク（約3.086×1016 m）に、10-18倍を意味するSI接頭語のアトをつけたもので、約3センチメートルに相当し、インチに近い値（1インチは2.54×10-2m、より近くは1フィート（3.048×10-1m）の10分の1）となる。
この単位はジャーゴンファイルに記載されている。また、ジャーゴンファイルには、アトパーセク毎マイクロフォートナイト（約1インチ/秒）も記載されている。
Haskellのパーサライブラリであるattoparsecは、この単位から名前が取られた。